# Hidden Meadows
Hidden Meadows – jednostka osadnicza w Stanach Zjednoczonych, w stanie Kalifornia, w hrabstwie San Diego.